# Докё (зеркало)

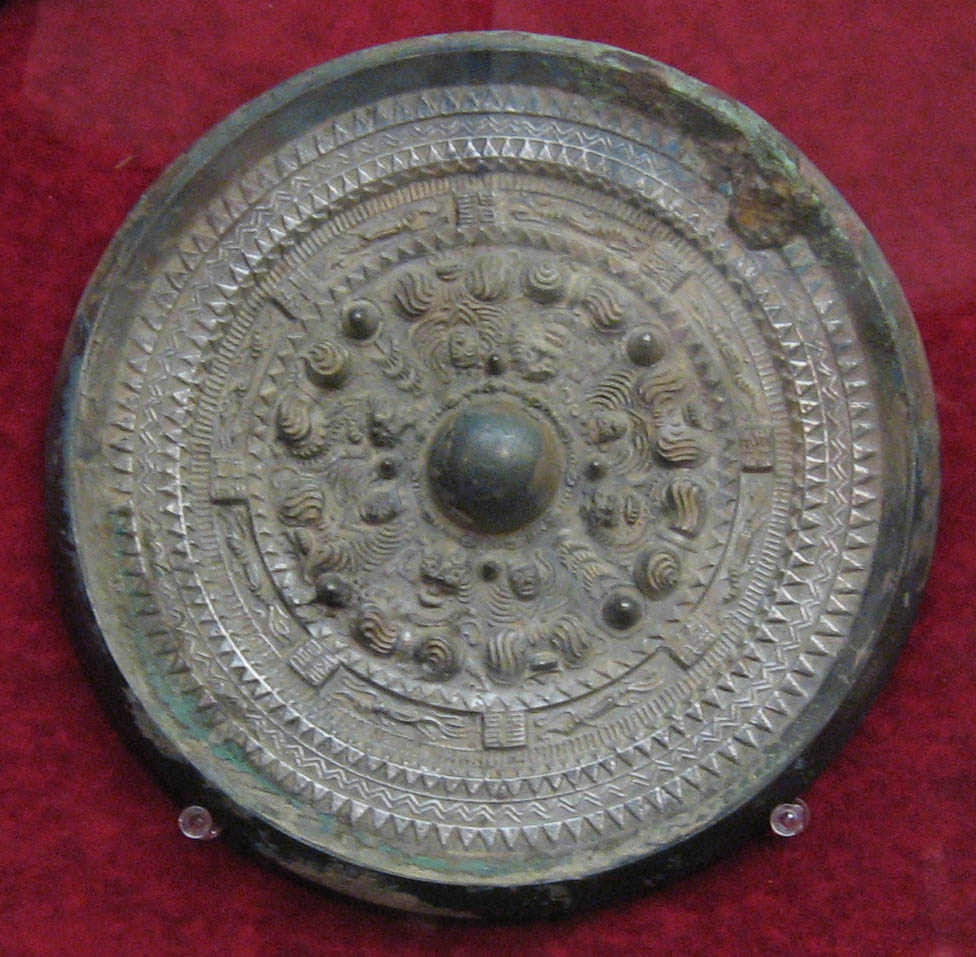
Реплика зеркала в зверином стиле, с зубчатым узором по краям зеркала ((обратная сторона; с кургана Цуба-Оцука, префектура Киото).

Докё (яп. 銅鏡 До:кё:, «бронзовое зеркало») — разновидность бронзового зеркала в древней Японии периодов Яёй и Кофун.

## Краткое описание
Древнейшие бронзовые зеркала появились во 2-м тысячелетии до н. э. в цивилизациях древнего востока. В Восточной Азии появление таких зеркал связывается с китайской неолитической культурой Цицзя. Бронзовые зеркала изготавливались в Китае в ограниченных количествах до середины 1 тысячелетия до н. э. Считается, что они использовались как сакральные обереги. В конце 1 тысячелетия до н. э. зеркала из магических атрибутов превратились в бытовые предметы, что привело к их массовому производству.
В Японию материковые бронзовые зеркала попали в конце 1 тысячелетия до н. э. через Корейский полуостров. Старейшим типом этих зеркал были тонко орнаментированные зеркала со многими ручками-ушками (яп. 多鈕細文鏡 татю:-саймон-кё:), импортируемые древними японцами из Кореи. Этот тип характеризовался наличием геометрического тонкого орнамента и круглых ручек-ушек на обратной стороне зеркала, на которые крепились верёвки. Поскольку лицевая сторона таких зеркал была плохо отшлифована и имела неровности, исследователи считают, что они использовались как магические амулеты.
С началом 1 века н. э. на Японский архипелаг начали завозить зеркала китайского производства. Среди них были изделия Западной Хань (206 до н. э. — 24 н. э.): зеркала с узорами «звезда и облако» (яп. 星雲鏡 сэйун-кё:) и зеркала с прямоугольником на обороте, украшенным растительными узорами (яп. 方格草葉文鏡 хо:каку-кусабамон-кё:), а также изделия Восточной Хань (25 — 220 н. э.): зеркала с прямоугольником на обороте, украшенным четырьмя божествами мира (яп. 方格規矩四神鏡 хо:каку-кику-сидзин-кё:) и зеркала с узором из полусфер, образующих цветок (яп. 内行花文镜 найко:камон-кё:).
Большинство таких изделий находят поодиночке в урновых керамических захоронениях в северных районах острова Кюсю. Это свидетельствует о том, что ввоз китайских зеркал в Японию в период Яёй проводился именно через северный Кюсю и что в этом регионе существовал обычай класть зеркало в могилу усопших, преимущественно знати.
В 3 — 4 веках, в период Кофун, импорт китайских зеркал в Японию не прекращался. К старым ханским зеркалам прибавились новые изделия династий Вэй (220—265) и Цзинь (265—420). Это были зеркала звериного стиля, с зубчатым узором по краям зеркала (яп. 三角縁神獣鏡 санкакубути-синдзю:-кё:).
Наряду с Кюсю, центром закупки импортных зеркал стал район Ямато, сердце одноимённого японского государства. Старые зеркала династий Хань клались в землю вместе с усопшими, а новые — вэйские и цзинские — рассылались от имени правителей Ямато региональной знати в знак признания ими зависимости от Ямато.
Производство докё на Японском архипелаге началось с копирования китайских образцов на острове Кюсю. Для этого использовались корейские и китайские матрицы для отливки зеркал. Первые японские изделия были плохого качества и малых размеров. В период Кофун японцы отошли от материковых образцов и принялись изготавливать бронзовые зеркала оригинальной конструкции и орнаментации. Среди них наиболее известными являются так называемые зеркала с колокольчиками (яп. 鈴鏡 рэйкё:).
В 7—8 веке, благодаря возобновлению контактов с Китаем, импорт материковых зеркал и их изготовление в Японии было восстановлено. Редкие изделия помещались в императорскую казну Сёсоин, или раздавались буддистским храмам. Постепенно, в связи с распространением зеркал в японском обществе, они превратились из сакрально-магических предметов в обыденную вещь туалета.